# Systoechus brunnipennis
Systoechus brunnipennis är en tvåvingeart som först beskrevs av Friedrich Hermann Loew 1852.  Systoechus brunnipennis ingår i släktet Systoechus och familjen svävflugor.
Artens utbredningsområde är Moçambique. Inga underarter finns listade i Catalogue of Life.